# Faiza Lalam
Pour les articles homonymes, voir Lalam.
 (avril 2022).
Faiza Lalam (en arabe : فايزة لعلام) est une femme médecin algérienne, reconnue comme la première femme neurochirurgienne en Afrique, en fer de lance du travail mené par les femmes dans la spécialité sur le continent. 
Elle fut décrite en 2020 comme la « Doyenne des femmes neurochirurgiennes en Afrique et dans le Moyen-Orient » par la Fédération mondiale des sociétés de neurochirurgiens (en).

## Biographie
Lalam a commencé sa formation en 1977 et est confirmée comme neurochirurgienne en 1982, travaillant dans le Département médical du Centre hospitalier universitaire de Tizi Ouzou. En 2011, elle y est nommée professeur et chef du département. En 2014, elle est une des premières neuro-chirurgiennes en Algérie à mener une chirurgie par voie endoscopique.